# 吉爾斯堡 (密西西比州)
吉爾斯堡（英語：Gillsburg）是位於美國密西西比州阿米特縣的非建制地區。

## 歷史
吉爾斯堡的郵局於1879年設立，其後於1915年停運。

## 地理
吉爾斯堡所處的海拔為高於海平面92米（即302英呎），而該地所採用的時區為UTC-6，即北美中部時區（CST）。同時該地設有夏令時間，為UTC-6調快一小時，即UTC-5（CDT）。